# Linia Tagansko-Krasnopriesnienskaja
Linia Tagansko-Krasnopriesnienskaja (ros. Таганско-Краснопресненская), przed 1990 Żdanowsko-Krasnopriesnienskaja (ros. Ждановско-Краснопресненская) – linia metra moskiewskiego oddana do użytku 31 grudnia 1966 roku. Linia ma długość 40,7 km i liczy 22 stacji. Biegnie od północnego zachodu do południowego wschodu miasta. Na mapie oznaczana numerem 7 i fioletowym kolorem.

## Historia i specyfikacja
Budowa linii zaczęła się na początku lat 60.
Poszczególne stacje były otwierane w tej kolejności:
- 31 grudnia 1966 – Taganskaja – Wychino (12,9 km, 7 stacji)
- 3 stycznia 1971 – Taganskaja – Kitaj-Gorod (2,1 km, 1 stacja)
- 30 grudnia 1972 – Barrikadnaja – Oktiabr´skoje pole (7,2 km, 5 stacji niepołączonych z wcześniej zbudowanym odcinkiem)
- 17 grudnia 1975 – Barrikadnaja – Kitaj-Gorod (4,1 km, 2 stacje, połączenie obu odcinków linii)
- 28 grudnia 1975 – Oktiabr´skoje pole – Płaniernaja (9,6 km, 4 stacje otwarte i 1 nieotwarta)

Zmiany nazw stacji:
- Kitaj-Gorod – do 5 listopada 1990 Płoszczad´ Nogina (Площадь Ногина)
- Wychino – do 13 stycznia 1989 Żdanowskaja (Ждановская)

Linia jest obsługiwana przez dwie zajezdnie – TCz-6 Płaniernoje (ТЧ-6 «Планерное») i TCz-11 Wychino (ТЧ-11 «Выхино»).
W planach jest przedłużenie linii o jedną stację od stacji Wychino do stacji Żulebino.

## Lista stacji
| #  | Nazwa (cyrylica)       | Nazwa (trb. łacińska)   | Otwarcie | Możliwe przesiadki (linia)                        | Możliwe przesiadki (stacja)     |
| -- | ---------------------- | ----------------------- | -------- | ------------------------------------------------- | ------------------------------- |
| 1  | Планерная              | Płaniernaja             | 1975     | –                                                 | –                               |
| 2  | Сходненская            | Schodnienskaja          | 1975     | –                                                 | –                               |
| 3  | Тушинская              | Tuszynskaja             | 1975     | Kursko-Riżska                                     | Tuszynskaja                     |
| 4  | Спартак                | Spartak                 | 2014     | –                                                 | –                               |
| 5  | Щукинская              | Szczukinskaja           | 1975     | Kursko-Riżska                                     | Szczukinskaja                   |
| 6  | Октябрьское Поле       | Oktiabr´skoje pole      | 1972     | Moskiewski pierścień centralny                    | Panfilowskaja Zorge             |
| 7  | Полежаевская           | Poleżajewskaja          | 1972     | Bolszaja Kolcewaja Moskiewski pierścień centralny | Choroszowskaja Choroszowo       |
| 8  | Беговая                | Biegowaja               | 1972     | Biełorussko-Sawiołowska                           | Biegowaja                       |
| 9  | Улица 1905 года        | Ulica 1905 Goda         | 1972     | –                                                 | –                               |
| 10 | Баррикадная            | Barrikadnaja            | 1972     | Kolcewaja                                         | Krasnopriesnienskaja            |
| 11 | Пушкинская             | Puszkinskaja            | 1975     | Zamoskworieckaja Sierpuchowsko-Timiriaziewskaja   | Twierskaja Czechowskaja         |
| 12 | Кузнецкий мост         | Kuznieckij most         | 1975     | Sokolniczeskaja                                   | Łubianka                        |
| 13 | Китай-город            | Kitaj-gorod             | 1971     | Kałużsko-Riżskaja                                 | Kitaj-gorod                     |
| 14 | Таганская              | Taganskaja              | 1966     | Kolcewaja Kalininskaja                            | Taganskaja Marksistskaja        |
| 15 | Пролетарская           | Proletarskaja           | 1966     | Lublinsko-Dmitrowskaja                            | Krestjanskaja zastawa           |
| 16 | Волгоградский проспект | Wołgogradskij prospiekt | 1966     | Moskiewski pierścień centralny                    | Ugreszskaja                     |
| 17 | Текстильщики           | Tiekstilszcziki         | 1966     | Bolszaja Kolcewaja Kursko-Riżska                  | Tiekstilszcziki Tiekstilszcziki |
| 18 | Кузьминки              | Kuźminki                | 1966     | –                                                 | –                               |
| 19 | Рязанский проспект     | Riazanskij prospiekt    | 1966     | –                                                 | –                               |
| 20 | Выхино                 | Wychino                 | 1966     | –                                                 | –                               |
| 21 | Лермонтовский проспект | Lermontowskij prospiekt | 2013     | Niekrasowskaja                                    | Kosino                          |
| 22 | Жулебино               | Żulebino                | 2013     | –                                                 | –                               |
| 23 | Котельники             | Kotielniki              | 2015     | –                                                 | –                               |